# 2022 Winter SMTOWN : SMCU PALACE
『2022 Winter SMTOWN : SMCU PALACE』（2022 エスエムタウン : エスエムシーユー・パレス）は、SMTOWNのウィンターアルバム。2022年12月26日にSMエンタテインメントよりリリースされた。

## 概要
本アルバムは、SMエンタテインメント10枚目のウィンターアルバム。昨年約10年ぶりにリリースし、SMシーズンアルバム歴代最高販売数を記録したウィンターアルバム『2021 Winter SMTOWN : SMCU EXPRESS』以来、約1年ぶりに披露されるアルバムである。
今回のアルバム発売は、SMエンタテインメントが展開していた「SMTOWN 2022 : SMCU EXPRESS」の延長線である「SMTOWN : SMCU PALACE」プロジェクトの一環である。
SM傘下レーベルも含めた総勢58人のアーティストが参加し、全16形態で発売された。ダブルタイトル曲「Beautiful Christmas」や「The Cure」をはじめ、SM所属アーティストたちの様々なコラボ曲が、計10曲が収録されている。

## 背景
2022年11月25日、SMエンタテインメント及び各アーティストの公式Twitterアカウントに、同じティーザー写真が公開され、アルバム発売のニュースが示唆された。11月30日には、SMエンタテインメントは「SMTOWN 2022 : SMCU EXPRESS」のコンセプトを引き継いだ「SMTOWN : SMCU PALACE」プロジェクトを本格的に開始することを発表。その一環として、SMTOWNアルバムの発売が明らかとなった。このプロジェクトは「SMTOWN 2022:SMCU EXPRESS」の延長にあり、「KWANGYA」に存在する仮想空間「SMCU PALACE」をコンセプトに、さらに拡張されたSMCU（SM Culture Universe）を経験できる公演・アルバム・メタバース体験・展示も同時に進行された。
12月14日、Red Velvetとaespaのコラボ曲「Beautiful Christmas」が先行配信され、ミュージックビデオも公開された。12月26日には、各種音楽サイトを通じて全収録曲の音源が公開され、CDもリリースされた。また、音源リリースと同時に、収録曲「Hot & Cold」のステージビデオも公開された。
1月1日、「SMTOWN LIVE 2023 : SMCU PALACE ＠KWANGYA」を通じて、KANGTA・BoAをはじめ、SM所属の全グループのリーダーが参加したタイトル曲「The Cure」のミュージックビデオが公開。また、本公演で収録曲のステージが披露され、YouTubeにステージビデオも公開された。

## 参加アーティスト
| - KANGTA - BoA - 東方神起 - SUPER JUNIOR - 少女時代（テヨン・ヒョヨン） - SHINee（オンユ・キー・ミンホ） - EXO（シウミン・スホ・チャンヨル・カイ・セフン） | - Red Velvet - NCT - NCT 127 - NCT DREAM - WayV - ショウタロウ・ソンチャン - aespa - DJ（GINJO・Raiden・IMLAY・Mar Vista） |

※アルバムに封入されているフォトブックやフォトカード、ポスターのみに参加しているアーティストもおり、上記の全アーティストが歌唱に参加しているわけではない。

## リリース
CDとミュージックカード（Membership Card Ver.）が同時リリースされた。

### SMTOWN Ver.
▼ SMTOWN Ver. |【CD】
| PALACE Ver. - ボックスパッケージ - 196Pフォトブック - リリックペーパー - CD-R - ミニ折り畳みポスター - レターペーパー2枚 - リフトチケット1枚 - 封筒 - フォトカード | Portrait Book Ver. - カバースリーブ - 72Pフォトブック - リリックペーパー - CD-R - ポートレートフォト - フォトカード |

### アーティスト別Ver.
▼ KANGTA Ver. / ▼ BoA Ver. / ▼ 東方神起 Ver. / ▼ SUPER JUNIOR Ver. / ▼ 少女時代 (TAEYEON, HYOYEON) Ver. / ▼ SHINee (ONEW, KEY, MINHO) Ver. / ▼ EXO (XIUMIN, SUHO, CHEN, CHANYEOL, KAI, SEHUN) Ver. / ▼ Red Velvet Ver. / ▼ NCT 127 Ver. / ▼ NCT DREAM Ver. / ▼ WayV Ver. / ▼ NCT (SUNGCHAN, SHOTARO) Ver. /▼ aespa Ver. / ▼ DJ (GINJO, RAIDEN, IMLAY, MAR VISTA) Ver. |【CD】【Membership Card Ver. (ミュージックカード)】
| CD - 72Pフォトブック - リリックペーパー - CD-R - フォトカード - ポストカード - 折り畳みポスター | Membership Card Ver. (ミュージックカード) - カバー封筒 - ミュージックカード (ヴァージョン別絵柄) - フォトカード - ミニ折り畳みポスター |

## 収録曲
| #   | タイトル                   | 作詞 | 作曲・編曲 | アーティスト                                                                                                   |
| --- | -------------------------- | ---- | ---------- | --- |
| 1.  | 「Welcome To SMCU PALACE」 |      |            | SM Classics TOWN Orchestra                                                                                     |
| 2.  | 「The Cure」               |      |            | KANGTA、BoA、ユンホ、テヨン (少女時代)、イトゥク、オンユ、スホ、アイリーン、テヨン (NCT)、マーク、クン、カリナ |
| 3.  | 「Hot & Cold」             |      |            | カイ、スルギ、ジェノ、カリナ                                                                                   |
| 4.  | 「Beautiful Christmas」    |      |            | Red Velvet、aespa                                                                                              |
| 5.  | 「Jet」                    |      |            | ウニョク、ヒョヨン、テヨン (NCT)、ジェミン、ソンチャン、ウィンター、ジゼル                                     |
| 6.  | 「Priority」               |      |            | チャンミン、テヨン (少女時代)                                                                                  |
| 7.  | 「Time After Time」        |      |            | BoA、ウェンディ、ニンニン                                                                                      |
| 8.  | 「Where You Are」          |      |            | リョウク、オンユ、ドヨン、チョンロ                                                                             |
| 9.  | 「Happier」                |      |            | KANGTA、イェソン、スホ、テイル、ロンジュン                                                                     |
| 10. | 「Good To Be Alive」       |      |            | ヒョヨン、キー、チェン、ジャニー、ニンニン、GINJO、Raiden、IMLAY、Mar Vista                                    |

## ミュージックビデオ
Beautiful Christmas
音源の先行配信と同時に、YouTubeにてミュージックビデオが公開された。映像にはサンタガールズに変身したメンバーたちが「SMCU PALACE」に一緒に集まり、パーティーを楽しんでいる姿が盛り込まれている。
The Cure
「SMTOWN LIVE 2023 : SMCU PALACE ＠KWANGYA」を通じて公開された。ミュージックビデオには、KANGTA・BoAのほか、SM全グループのリーダーが出演している。
| 公開日         | タイトル                                     | タイトル                                     | リンク   |
| アルバム       | アルバム                                     | アルバム                                     | アルバム |
| -------------- | -------------------------------------------- | -------------------------------------------- | -------- |
| 2022年12月21日 | Highlight Medley                             | Highlight Medley                             | ▶        |
| 2022年12月25日 | Mystery Calendar at SMCU PALACE 🎁 \| EP. 01 | Mystery Calendar at SMCU PALACE 🎁 \| EP. 01 | ▶        |
| 2022年12月27日 | Mystery Calendar at SMCU PALACE 🎁 \| EP. 02 | Mystery Calendar at SMCU PALACE 🎁 \| EP. 02 | ▶        |
| 2023年1月19日  | Jacket Behind Pt.1                           | Jacket Behind Pt.1                           | ▶        |
| 2023年1月20日  | Jacket Behind Pt.2                           | Jacket Behind Pt.2                           | ▶        |
| 楽曲           |                                              |                                              |          |
| 2022年12月13日 | Beautiful Christmas                          | MV Teaser                                    | ▶        |
| 2022年12月14日 | Beautiful Christmas                          | MV                                           | ▶        |
| 2022年12月19日 | Beautiful Christmas                          | MV Behind                                    | ▶        |
| 2023年1月1日   | Beautiful Christmas                          | Stage Video                                  | ▶        |
| 2023年1月1日   | The Cure                                     | MV                                           | ▶        |
| 2023年1月14日  | The Cure                                     | MV Behind                                    | ▶        |
| 2022年12月26日 | Hot & Cold                                   | Stage Video                                  | ▶        |
| 2023年1月6日   | Hot & Cold                                   | Dance Practice                               | ▶        |
| 2023年1月1日   | Priority                                     | Stage Video                                  | ▶︎        |
| 2023年1月12日  | Happier                                      | Stage Video                                  | ▶︎        |
| 2023年1月27日  | Happier                                      | Recording                                    | ▶︎        |
| 2023年1月12日  | Time After Time                              | Stage Video                                  | ▶︎        |
| 2023年1月24日  | Time After Time                              | Recording                                    | ▶︎        |

## 認定
|              | 認定 (KMCA) | 売上          |
| ------------ | ----------- | ------------- |
| フィジカルCD | Platinum    | 250,000枚以上 |

## リリース歴
| 地域 | 日付           | 規格 | レーベル    |
| ---- | -------------- | ---- | ----------- |
| 韓国 | 2022年12月26日 | CD   | SM・Dreamus |
| 韓国 | 2022年12月26日 | 配信 | SM・Dreamus |